# Guibemantis depressiceps
Espèce
Synonymes
- Rhacophorus depressiceps Boulenger, 1882
- Mantidactylus depressiceps (Boulenger, 1882)
- Rhacophorus mocquardi Boulenger, 1896
- Mantidactylus acuticeps Ahl, 1929

Statut de conservation UICN

 LC  : Préoccupation mineure
Guibemantis depressiceps est une espèce d'amphibiens de la famille des Mantellidae.

## Répartition

Aire de répartition de Guibemantis depressiceps.

Cette espèce est endémique de Madagascar. Elle se rencontre du niveau de la mer jusqu'à 1 200 m d'altitude dans l'est de l'île,.

## Publication originale
- Boulenger, 1882 : Catalogue of the Batrachia Salientia s. Ecaudata in the collection of the British Museum, ed. 2, p. 1-503 (texte intégral).